# Bukowiec (powiat Świecki)
Bukowiec is een dorp in het Poolse woiwodschap Koejavië-Pommeren, in het district Świecki. De plaats maakt deel uit van de gemeente Bukowiec en telt 1210 inwoners.